# Tom Baylis
Pour les articles homonymes, voir Baylis.
Thomas "Tom" Baylis, né le 3 janvier 1996 à Misterton en Angleterre, est un coureur cycliste britannique. 

## Palmarès
- 2014
  - 3e du championnat de Grande-Bretagne sur route juniors
- 2016
  - 1re étape du Ronde van Midden-Nederland (contre-la-montre par équipes)
- 2017
  - 1re étape du Ronde van Midden-Nederland (contre-la-montre par équipes)
  - 2e du championnat de Grande-Bretagne du contre-la-montre espoirs
  - 3e du Ronde van Midden-Nederland
- 2018
  - 2e de l'Umag Trophy

## Classements mondiaux
| Année           | 2016   | 2017 | 2018 |
| --------------- | ------ | ---- | ---- |
| UCI Europe Tour | 1 187e | 891e | 983e |